# Golden State Warriors 1986-1987
La stagione 1986-87 dei Golden State Warriors fu la 38ª nella NBA per la franchigia.
I Golden State Warriors arrivarono terzi nella Pacific Division della Western Conference con un record di 42-40. Nei play-off vinsero il primo turno con gli Utah Jazz (3-2), perdendo poi la semifinale di conference con i Los Angeles Lakers (4-1).

## Risultati
| Squadra                | V  | P  | %    | GB |
| ---------------------- | -- | -- | ---- | -- |
| Los Angeles Lakers     | 65 | 17 | 79,3 | -  |
| Portland Trail Blazers | 49 | 33 | 59,8 | 16 |
| Golden State Warriors  | 42 | 40 | 51,2 | 23 |
| Seattle SuperSonics    | 39 | 43 | 47,6 | 26 |
| Phoenix Suns           | 36 | 46 | 43,9 | 29 |
| Los Angeles Clippers   | 12 | 70 | 14,6 | 53 |

## Roster
| N° | Naz.                   | Ruolo | Sportivo          | Anno | Alt. | Peso \|\| |
| -- | ---------------------- | ----- | ----------------- | ---- | ---- | --------- |
| 2  | Stati Uniti (bandiera) | C     | Joe Barry Carroll | 1958 | 213  | 102       |
| 5  | Stati Uniti (bandiera) | A     | Greg Ballard      | 1955 | 201  | 98        |
| 8  | Stati Uniti (bandiera) | C     | Chris Washburn    | 1965 | 211  | 102       |
| 10 | Stati Uniti (bandiera) | G     | Perry Moss        | 1958 | 188  | 84        |
| 11 | Stati Uniti (bandiera) | A     | Clinton Smith     | 1964 | 198  | 95        |
| 13 | Stati Uniti (bandiera) | AC    | Larry Smith       | 1958 | 203  | 98        |
| 17 | Stati Uniti (bandiera) | GA    | Chris Mullin      | 1963 | 198  | 91        |
| 20 | Stati Uniti (bandiera) | GA    | Terry Teagle      | 1960 | 196  | 88        |
| 21 | Stati Uniti (bandiera) | G     | Sleepy Floyd      | 1960 | 191  | 77        |
| 22 | Stati Uniti (bandiera) | A     | Rod Higgins       | 1960 | 201  | 91        |
| 30 | Stati Uniti (bandiera) | A     | Ben McDonald      | 1962 | 203  | 95        |
| 31 | Stati Uniti (bandiera) | G     | Kevin Henderson   | 1964 | 193  | 88        |
| 33 | Stati Uniti (bandiera) | AC    | Jerome Whitehead  | 1956 | 208  | 100       |
| 45 | Stati Uniti (bandiera) | GA    | Purvis Short      | 1957 | 201  | 95        |

## Staff tecnico
- Allenatore: George Karl
- Vice-allenatori: Herman Kull, Ed Gregory, Jack McMahon
- Preparatore atletico: Dick D'Oliva